# دنیای هواپیماهای جنگی
«سرزمین هواپیماهای جنگی» (انگلیسی: World of Warplanes) یک بازی ویدئویی در سبک بازی نقش آفرینی بر خط چندنفره گسترده است که توسط Wargaming.net و در سال ۲۰۱۳ و در پلت‌فرم مایکروسافت ویندوز منتشر شده‌است.